# ポイント郡区 (ペンシルベニア州ノーサンバーランド郡)

州内のノーサンバーランド郡の位置。

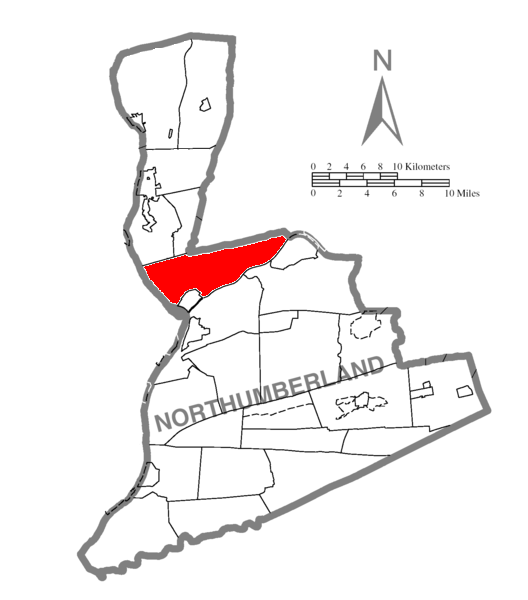
郡内のポイント郡区の位置。

ポイント郡区（Point Township）は、アメリカ合衆国ペンシルベニア州ノーサンバーランド郡にある郡区である。2000年現在の人口は3,722人。

## 地理
アメリカ国勢調査局によると、ポイント郡区の総面積は70.8km2。65.2km2が陸地で、5.7km2が川や池などの水地域である。

## 人口
2000年の国勢調査によると、ポイント郡区の人口は3,722人であり、1,433世帯、1,057家族が居住している。人口密度は 1平方キロメートルあたり57.1人である。1,523軒の家があり、1平方キロメートルあたり23.4軒の家が建っている。町の人種構成は、98.55%が白人、0.35%が黒人ないしアフリカ系アメリカ人、0.21%がアメリカ先住民、0.38%がアジア人、0.00%が太平洋諸島系、0.11%がその他の人種であり、0.40%は混血である。人口の0.70%はラテン系である。
全世帯の27.9%には18歳未満の子供が同居しており、64.4%は夫婦で一緒に生活している。6.0%は夫のいない女性が世帯主であり、26.7%は独身である。全世帯の21.6%は一人暮らしであり、10.6%が65歳以上である。平均世帯人数は2.44人、平均家族人数は2.81人である。
ポイント郡区の人口は、20.2%が18歳未満、18歳以上24歳以下が4.5%、25歳以上44歳以下が26.2%、45歳以上64歳以下が28.1%、65歳以上が21.0%である。年齢の中央値は44歳である。女性100人に対して男性は93.7人であり、18歳以上の100人の女性に対して男性は89.2人である。
町の1世帯あたりの平均収入は43,276ドルであり、1家族あたりの平均収入は49,211ドルである。男性の平均収入が34,054ドルに対し、女性の平均収入は22,708ドルである。1人あたりの収入は20,251ドルである。人口の5.3%（全家族の4.2%）が極貧層である。18歳以下の住民の4.7%、65歳以上の住民の8.8%は貧しい生活を送っている。